# Stellan Bojerud
Rolf Stellan Arno Bojerud, född 5 augusti 1944 i Danderyd, död 19 juli 2015 i Sundbyberg, var en svensk politiker (sverigedemokrat, tidigare moderat respektive centerpartist), arméofficer med överstelöjtnants grad och tillika militärhistoriker. Han var riksdagsledamot 2010–2011 (tjänstgörande ersättare) och 2012–2014 (ordinarie ledamot), för Skåne läns södra valkrets (2010–2011) respektive Dalarnas läns valkrets (2012–2014).

## Biografi
Stellan Bojerud var son till stadsrevisorn Rolf Bojerud och dennes hustru Magda (född Sandwall), som var handarbetslärarinna. Under delar av sin uppväxt bodde han i Ängelsberg, Boden, Jämshög och Olofström, men huvudsakligen i Sundbyberg, där han tog studentexamen 1963.

### Militär karriär
Bojerud blev officer i signaltrupperna 1966, men övergick 1967 till att vara socialtjänsteman, och blev därefter sjukhusintendent 1972 och personalchef vid Storstockholms bevaknings AB 1974. Han befordrades till löjtnant i reserven 1971 och kapten 1974. År 1977 återkom han till aktiv tjänst som kapten vid Svea livgarde (I 1) och blev 1983 major. Från 1985 till 1993 var han forskare vid Militärhistoriska avdelningen vid Militärhögskolan, senare Försvarshögskolan (FHS). År 1990 befordrades han till överstelöjtnant och 1993 blev han chef för territorialförsvarssektionen vid Stockholms försvarsområde (Fo 44). Från 1999 till 2002 var han huvudlärare i militärhistoria och chef för Krigshistoriska avdelningen vid FHS och stannade vid FHS till sin pensionering 2003.
Från 2002 till 2003 hade Bojerud – som talade flytande nederländska – till uppgift att utreda hur Nederländerna övergick från värnpliktsförsvar till försvar baserat på fast anställd personal samt anpassningen till nätverksbaserat försvar.
Som historiker fokuserade Bojerud främst på 1800-talets militärhistoria, spanska inbördeskriget 1936–1939 samt marinhistoria 1900–1945.

### Författarskap
Han var också en flitig debattör i militära och säkerhetspolitiska frågor. Han var en av författarna bakom pseudonymen Harry Winter och böckerna Operation Garbo I–III, Narva och Poltava, som skildrar en sovjetisk invasion av Sverige och svenska fredsbevarande insatser utomlands.

### Kommentator och sakkunnig
Under Gulfkriget (1991) var Stellan Bojerud verksam som kommentator i radio och TV samt militär skribent i Svenska Dagbladet.
I egenskap av militärhistoriker medverkade Stellan Bojerud hösten 1999 i Sveriges Televisions program Dokument inifråns reportage En spionhistoria utan slut av Tomas Bresky om den spiondömde Hugo Gjersvold. År 2000 medverkade han även i ett program i Sveriges Radio P1 om Vietnamkriget.
Bojerud var på initiativ av förre överbefälhavaren Owe Wiktorin ansvarig för en utredning av antalet uttalade eller misstänkta nazister inom den svenska officerskåren under andra världskriget, vilken visade på ett lågt sådant, något som motsäger uppgifter från bland andra Tobias Hübinette. Han var också delaktig i försvarets utbildningsinsats mot nazism, rasism och främlingsfientlighet.

### Politisk karriär
Bojerud var länge aktiv inom Moderata samlingspartiet, som han representerade i kommunfullmäktige i Sundbybergs kommun under 20 års tid. Innan dess satt han nio år i kommunfullmäktige för Centerpartiet. Bland annat var han vice ordförande i kommunfullmäktige och nämndeman i Svea hovrätt. Han blev även vald till ersättare för moderaterna i Sveriges riksdag i riksdagsvalet 1994, men kom inte att tjänstgöra. 
År 2009 anslöt han sig dock till Sverigedemokraterna och angav utnämningen av Sten Tolgfors till försvarsminister och den förda försvarspolitiken under regeringen Reinfeldt som den utlösande faktorn till att han lämnade Moderaterna. Under Sverigedemokraternas landsdagar i Ljungbyhed i Skåne i oktober 2009 valdes Bojerud till suppleant i partistyrelsen för perioden 2009–2011. Han var även medlem i Sverigedemokraternas försvarspolitiska utskott och partiets säkerhetspolitiska råd.
Från 2010 var Bojerud gruppledare för Sverigedemokraterna i Sundbybergs kommunfullmäktige.

#### Riksdagsledamot
I riksdagsvalet 2010 kandiderade Bojerud på plats nummer 22 på Sverigedemokraternas kandidatlista och blev ersättare. Bojerud var tjänstgörande ersättare för Julia Kronlid under perioden 12 oktober 2010–17 april 2011. Sedan William Petzäll avlidit utsågs Bojerud från och med 4 september 2012 till ny ordinarie riksdagsledamot, för Dalarnas läns valkrets.
I riksdagen var Bojerud ledamot i utrikesutskottet 2010–2011. Han var även suppleant i försvarsutskottet 2012–2014 och skatteutskottet 2013–2014.
Han ställde inte upp för omval i riksdagsvalet 2014.

#### Övriga uppdrag
Bojerud invaldes 1985 som ledamot av Kungliga Örlogsmannasällskapet och 1991 som ledamot av Kungliga Krigsvetenskapsakademien. Han var redaktör för Kungl. Krigsvetenskapsakademiens handlingar och tidskrift 1992–1993. Han var också ledamot på livstid av United States Naval Institute. Dessutom var han officier dans l’Ordre des Palmes Académiques (Frankrike). Vidare har han varit timarvoderad universitetslektor i Stockholm och Uppsala samt verkställande ledamot i styrelsen för Svea livgardes musikkår.

### Familj
Stellan Bojerud var far till Fredrik Bojerud.
Stellan Bojerud är gravsatt i minneslunden på Sundbybergs begravningsplats.

## Publikationer i urval
- Ivor Thord-Gray – Soldat under 13 fanor, Sivart förlag, 2008
- Livstidslögnen, Sivart förlag, 2008. (Om Fritiof Enbom)
- Nazismen i Sverige 1924–1945, Sivart förlag, 2010